# Genneton
Genneton är en kommun i departementet Deux-Sèvres i regionen Nouvelle-Aquitaine i västra Frankrike. Kommunen ligger i kantonen Argenton-les-Vallées som tillhör arrondissementet Bressuire. År 2022 hade Genneton 306 invånare.

## Befolkningsutveckling
Antalet invånare i kommunen Genneton
| Referens: INSEE |